# Música dinâmica
Em jogos eletrônicos, música dinâmica (ou adaptativa ou música interativa) são trilhas sonoras programadas para mudarem de acordo com eventos específicos durante o jogo. O recurso foi utilizado pela primeira vez em Frogger (1981), onde a música iria mudar abruptamente quando o jogador chegasse a um ponto seguro no jogo.[carece de fontes?] Desde então tem sido usada em jogos como Guitar Hero.
Em vez de depender de faixas individuais de áudio, como na re-sequenciação horizontal  e re-orquestração vertical, alguns jogos geram automaticamente o seu conteúdo em tempo real, como é o caso de Spore, que usa uma versão integrada do software de música Pure Data para gerar música a certos estímulos, como na adição de peças para a sua criatura durante todo o jogo.